# Pfarrkirche Wachsenberg

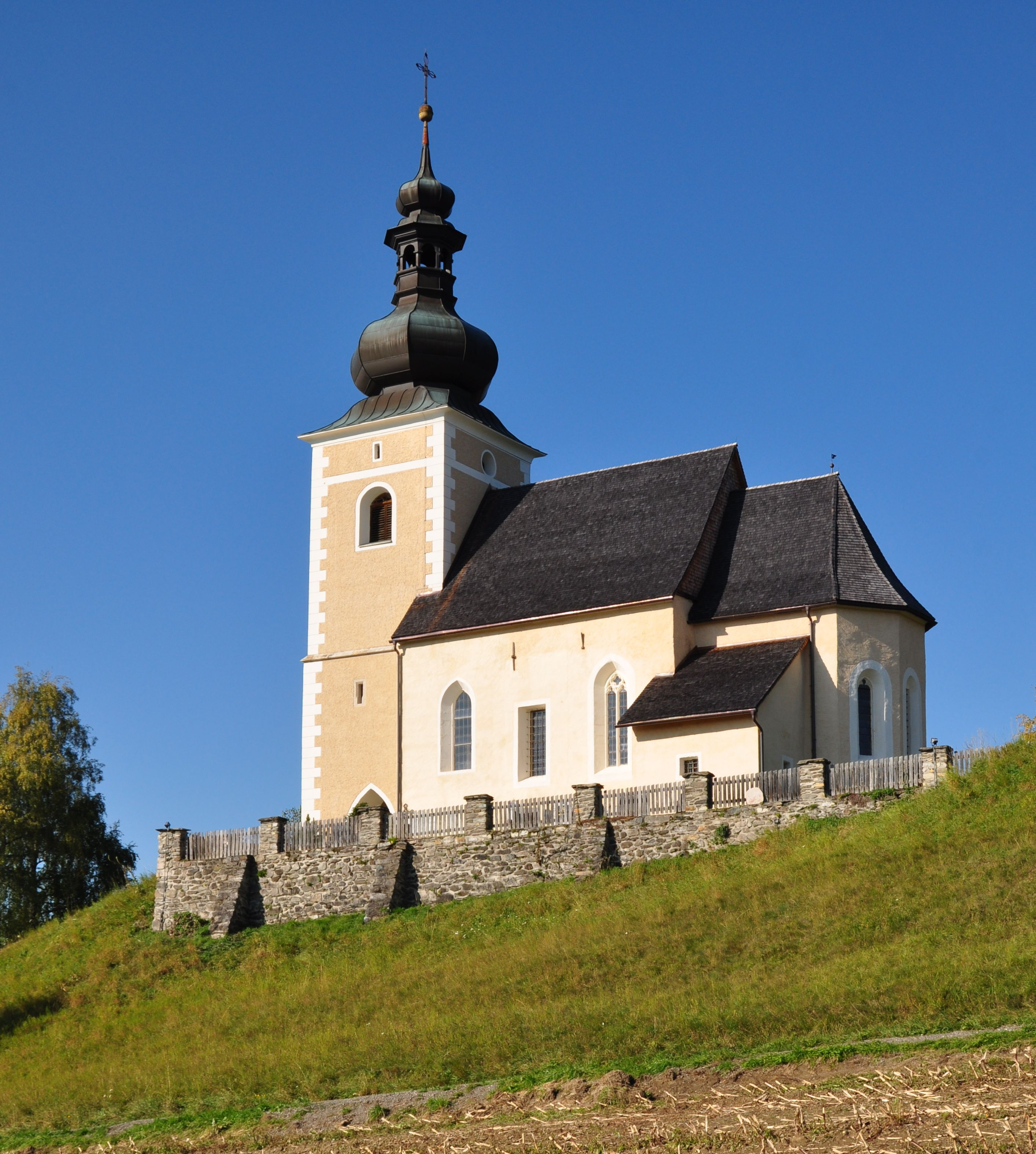

Die auf einem weithin sichtbaren Hügel gelegene Pfarrkirche Wachsenberg in der Gemeinde Steuerberg ist dem heiligen Andreas geweiht. Die Kirche geht möglicherweise auf eine Gründung des Gurker Malers Heinrich von 1226 zurück. Erstmals als Pfarre genannt wurde die Kirche 1250.

## Baubeschreibung
Das Gotteshaus ist ein gotischer Bau aus dem 15. Jahrhundert. Der mächtige Westturm ist im Kern älter, die spitzbogigen Öffnungen im Turmerdgeschoß deuten auf das 14. Jahrhundert hin. Der Turm mit Scharten und rundbogigen barocke Schallöffnungen wird von einem barocken Zwiebelhelm bekrönt. Eine Glocke goss Thomas Gollner 1846, eine zweite 1853. Von den drei Fenstern an der Langhaussüdwand besitzt eines noch das ursprüngliche gotische Maßwerk, an zwei Chorfenstern haben sich gotische Maßwerksnasen erhalten. Unter der südlichen Sakristei befindet sich ein Beinhaus mit einfacher gotischer Spitztonne. Die Dächer der Kirche sind mit Schieferpfannen gedeckt.
Die offene Vorhalle im Turmerdgeschoß wurde gegen Westen mit einem abgefasten Portal geschlossen. Die Vorhalle ist mit gemugelten Steinen gepflastert und von einem Netzstern überwölbt. Man betritt die Kirche durch ein mit Rundstäben versehenes Portal.
Im dreijochigen Langhaus erhebt sich ein Kreuzrippengewölbe auf polygonalen Pfeilern. Ein abgefaster Triumphbogen verbindet das Langhaus mit den um zwei Stufen erhöhten Chor. Über dem zweijochigen Chor mit Fünfachtelschluss ruht ein Rippengewölbe auf Konsolen. Ein spitzbogiges Portal mit eisenbeschlagener Tür an der Chorsüdwand führt in die kreuzgratgewölbte Sakristei.
Das Wandgemälde mit dem Jüngsten Gericht oberhalb des Triumphbogens stammt aus dem ersten Drittel des 16. Jahrhunderts. Ein um 1500 entstandenes Wandgemälde einer Madonna wurde abgenommen.

## Einrichtung
Der Hochaltar aus der Mitte des 18. Jahrhunderts trägt die Figur des heiligen Andreas im Strahlenkranz, flankiert von den Apostelfürsten Petrus und Paulus. Über den Opfergangsportalen sind die schlafenden Heiligen Johannes Nepomuk und Franziskus zu sehen.
Der linke Seitenaltar von 1784 trägt ein Bild mit der Anbetung der Hirten sowie zwei Statuetten weiblicher Heiliger aus dem ersten Viertel des 15. Jahrhunderts.
Der rechte Seitenaltar von 1774 gleicht im Aufbau dem linken und wurde 1776 durch Hieronymus Vonier gefasst. Das Altarbild zeigt eine Kreuzigungsgruppe mit Maria, Maria Magdalena und Johannes. Seitlich stehen die barocken Figuren der heiligen Jakobus und Thaddäus.
Die reich geschmückte barocke Kanzel aus dem dritten Viertel des 18. Jahrhunderts zeigt am Kanzelkorb die vier Evangelisten und an der Kanzelrückwand den guten Hirten. Ein Bild der büßenden Maria Magdalena aus dem 18. Jahrhundert und ein gotisches Taufbecken des 15. Jahrhunderts ergänzen die Ausstattung der Kirche.